# Jana Messerschmidt
Jana Messerschmidt (* 1. Dezember 1990 in Siegburg, geb. Jana Bitsch) ist eine ehemalige deutsche Karateka im Kumite.

## Wettkämpfe
In ihren Jugend- und Junioren-Wettkampfjahren, konnte sie bei den Europameisterschaften zwei Mal Gold und einmal Bronze gewinnen. 2012 holte sie in der Leistungsklasse die Silbermedaille bei den Europameisterschaften und mit dem Team Bronze in Teneriffa Spanien. 2012 gewann sie gemeinsam mit ihrem Bruder Noah (-75 kg) den Gesamtworldcup. Damit schrieben sie als Geschwister Karategeschichte.
2014 gewann sie bei der Heimweltmeisterschaft in Bremen die Bronzemedaille. 2015 musste sie aufgrund einer Verletzung aussetzten.
2018 gewann sie die Silbermedaille bei den Weltmeisterschaften in Madrid. 2018 holte sie mit dem Team bei den Europameisterschaften die Silbermedaille. Bei den European Games 2019 in Minsk gewann sie Bronze und bestätigte damit ihren Platz in der Weltspitze. 2021 wurde sie im Einzel Vize-Europameisterin und mit dem Team gewann sie den Europameistertitel.
2021 verpasste sie nur knapp die Olympiaqualifikation in Kroatien, wo sie der Russin Anna Tschernischewa unterlag. Nach 20 Jahren im Nationalteam beendete sie ihre Karriere 2021. Aufgrund ihres 3. Platzes in der Weltrangliste wurde sie 2022 für die Worldgames vom Karate-Weltverband nominiert. Im Juli 2022 trat sie ein letztes Mal bei den Worldgames in Birmingham (Alabama) an und belegte den fünften Platz.

## Weiteres
2020 kam Messerschmidt „ausführlich“ in der Bild-Zeitung zu Wort, welche über die Fortführung der Förderung von Olympia-Athleten während der Coronapandemie berichtete.
Messerschmidt hat auf ihrem linken Auge eine Sehkraft von nur 10 %. Bei ihrem Sport mache sie dadurch manchmal „besondere, unbewusste Bewegungen [...] (lacht).“
Sie studierte Sportwissenschaft und trainiert in Duisburg.

### Familie
Der Vater von Jana Messerschmidt war bis 2021 Bundesjugendtrainer Kumite des Deutschen Karate Verbandes, ihre Mutter ist Landestrainerin. Ihre jüngere Schwester Mia Bitsch ist Europameisterin und mehrfache deutsche Meisterin. Auch ihr Bruder Noah Bitsch war bis 2021 ein erfolgreicher Athlet sowie Olympiateilnehmer in Tokio 2020 im Männer-Kumite (75 kg).
Aufgrund dieser familiären Verflechtungen gab es Zuhause schon früh klare Regeln: So dürfte beim Abendbrot laut Messerschmidt „maximal eine Stunde über Karate geredet werden, danach war Schluss.“